# Bulbophyllum patella
Bulbophyllum patella là một loài phong lan thuộc chi Bulbophyllum.